# Elecciones regionales de Huánuco de 2002
Las elecciones regionales de Huánuco de 2002 se llevaron a cabo el 17 de noviembre de 2002 para elegir al presidente regional, al vicepresidente regional y al Consejo Regional para el periodo 2003-2006. La elección se celebró simultáneamente con elecciones regionales y municipales (provinciales y distritales) en todo el Perú.

## Sistema electoral
El Gobierno Regional de Huánuco es el órgano administrativo y de gobierno del departamento de Huánuco. Está compuesto por el presidente regional, el vicepresidente regional y el Consejo Regional.
La votación del presidente, vicepresidente y consejo regional se realiza en base al sufragio universal, que comprende a todos los ciudadanos nacionales mayores de dieciocho años, empadronados y residentes en el departamento de Huánuco y en pleno goce de sus derechos políticos.
El Consejo Regional de Huánuco está compuesto por 7 consejeros elegidos por sufragio directo para un período de cuatro (4) años, en forma conjunta con la elección del presidente regional. La votación es por lista cerrada y bloqueada. Se asigna a la lista ganadora los escaños según el método d'Hondt o la mitad más uno, lo que más le favorezca.

## Partidos y candidatos
A continuación se muestra una lista de los principales partidos y alianzas electorales que participaron en las elecciones:
| Candidatura | Candidatura | Partidos y alianzas | Candidato | Candidato               | Ideología                                               | Ref. |
| ----------- | ----------- | --- | --------- | ----------------------- | ------------------------------------------------------- | ---- |
|             | APRA        | Lista - Partido Aprista Peruano (APRA) |           | Juan Coasaca Torres     | Aprismo                                                 |      |
|             | AP          | Lista - Acción Popular (AP) |           | María Corcino Barrueta  | Humanismo Nacionalismo cívico Reformismo                |      |
|             | PP          | Lista - Perú Posible (PP) |           | Elías del Carpio Gómez  | Socioliberalismo Democracia liberal Tercera vía         |      |
|             | SP          | Lista - Somos Perú (SP) |           | Jesús Giles Alipazaga   | Democracia cristiana Conservadurismo social             |      |
|             | UN          | Lista - Unidad Nacional (UN) – Partido Popular Cristiano (PPC) – Solidaridad Nacional (SN) – Renovación Nacional (RN) – Cambio Radical (CR) |           | Víctor Collazos Linares | Democracia cristiana Conservadurismo Neoliberalismo     |      |
|             | MNI         | Lista - Movimiento Nueva Izquierda (MNI) |           | Jorge Espinoza Egoávil  | Marxismo-leninismo Mariateguismo Socialismo democrático |      |
|             | FD          | Lista - Fuerza Democrática (FD) |           | Efraín Cáceres Palomino | Reformismo                                              |      |
|             | MAPU        | Lista - Movimiento Amplio País Unido (MAPU)                                                                                                 |           | Abner Chávez Leandro    |                                                         |      |
|             | LxH         | Lista - Movimiento Independiente Luchemos por Huánuco (LxH)                                                                                 |           | Luzmila Templo Condeso  | Regionalismo huanuqueño                                 |      |
|             | MPR         | Lista - Movimiento Popular Regional (MPR)                                                                                                   |           | Naut Aguilera Prescott  | Regionalismo huanuqueño                                 |      |

## Resultados

### Sumario general
|                        |                                                     |              |              |              |            |            |  |  |
| Partidos y coaliciones | Partidos y coaliciones                              | Voto popular | Voto popular | Voto popular | Consejeros | Consejeros |  |  |
| Partidos y coaliciones | Partidos y coaliciones                              | Votos        | %            | ±pp          | Total      | +/−        |  |  |
|                        | Movimiento Independiente Luchemos por Huánuco (LxH) | 60,638       | 25.98        | n/a          | 7          | n/a        |  |  |
|                        | Movimiento Popular Regional (MPR)                   | 37,362       | 16.01        | n/a          | 1          | n/a        |  |  |
|                        | Somos Perú (SP)                                     | 33,338       | 14.28        | n/a          | 1          | n/a        |  |  |
|                        | Partido Aprista Peruano (APRA)                      | 24,589       | 10.54        | n/a          | 1          | n/a        |  |  |
|                        | Perú Posible (PP)                                   | 19,266       | 8.25         | n/a          | 1          | n/a        |  |  |
|                        | Unidad Nacional (UN)                                | 16,659       | 7.14         | n/a          | 0          | n/a        |  |  |
|                        | Movimiento Amplio País Unido (MAPU)                 | 12,112       | 5.19         | n/a          | 0          | n/a        |  |  |
|                        | Acción Popular (AP)                                 | 10,935       | 4.69         | n/a          | 0          | n/a        |  |  |
|                        | Movimiento Nueva Izquierda (MNI)                    | 9,417        | 4.03         | n/a          | 0          | n/a        |  |  |
|                        | Fuerza Democrática (FD)                             | 9,083        | 3.89         | n/a          | 0          | n/a        |  |  |
|                        |                                                     |              |              |              |            |            |  |  |
| Total                  | Total                                               | 233,399      |              |              | 11         | ±0         |  |  |
|                        |                                                     |              |              |              |            |            |  |  |
| Votos válidos          | Votos válidos                                       | 233,399      | 83.32        | n/a          |            |            |  |  |
| Votos en blanco        | Votos en blanco                                     | 16,181       | 5.78         | n/a          |            |            |  |  |
| Votos nulos            | Votos nulos                                         | 30,543       | 10.90        | n/a          |            |            |  |  |
| Votos emitidos         | Votos emitidos                                      | 280,123      | 75.34        | n/a          |            |            |  |  |
| Abstenciones           | Abstenciones                                        | 91,695       | 24.66        | n/a          |            |            |  |  |
| Votantes registrados   | Votantes registrados                                | 371,818      |              |              |            |            |  |  |
|                        |                                                     |              |              |              |            |            |  |  |
| Fuente:                |                                                     |              |              |              |            |            |  |  |

### Autoridades electas
| Cargo                              | Autoridad electa | Autoridad electa        | Partido político | Partido político                              |
| ---------------------------------- | ---------------- | ----------------------- | ---------------- | --------------------------------------------- |
| Presidenta Regional de Huánuco     |                  | Luzmila Templo Condeso  |                  | Movimiento Independiente Luchemos por Huánuco |
| Vicepresidente Regional de Huánuco |                  | Hamilton Estacio Flores |                  | Movimiento Independiente Luchemos por Huánuco |
| Consejero Regional de Huánuco      |                  | Juan Schult Echevarría  |                  | Movimiento Independiente Luchemos por Huánuco |
| Consejero Regional de Huánuco      |                  | Moisés Arista Estacio   |                  | Movimiento Independiente Luchemos por Huánuco |
| Consejero Regional de Huánuco      |                  | Livilier Ramos Nolasco  |                  | Movimiento Independiente Luchemos por Huánuco |
| Consejero Regional de Huánuco      |                  | Jaime Aguirre Simón     |                  | Movimiento Independiente Luchemos por Huánuco |
| Consejero Regional de Huánuco      |                  | Pablo Solís Echevarría  |                  | Movimiento Independiente Luchemos por Huánuco |
| Consejero Regional de Huánuco      |                  | Brus Rojas Venturín     |                  | Movimiento Independiente Luchemos por Huánuco |
| Consejero Regional de Huánuco      |                  | Edgar Aguilar Amancio   |                  | Movimiento Independiente Luchemos por Huánuco |
| Consejero Regional de Huánuco      |                  | Antonio Pulgar Lucas    |                  | Movimiento Popular Regional                   |
| Consejero Regional de Huánuco      |                  | César Tucto López       |                  | Somos Perú                                    |
| Consejero Regional de Huánuco      |                  | Arnulfo Caballero Meza  |                  | Partido Aprista Peruano                       |
| Consejero Regional de Huánuco      |                  | Vicente Flores Acuña    |                  | Perú Posible                                  |